# Батыршин, Руслан Алиевич
Руслан Алиевич Батыршин (род. 19 февраля 1975, Москва) — российский хоккеист, защитник. Брат Рафаэля Батыршина. Тренер СДЮШОР «Белые Медведи» и главный тренер сборной России по следж-хоккею.

## Биография
Начинал играть в московском «Динамо». Чемпион России 1995 года. В составе молодёжной сборной России завоевал серебряные медали чемпионата мира 1995 года. После неудачной попытки закрепиться в НХЛ остался в Америке и продолжил свою карьеру во вторых лигах.
В конце 90-х вернулся в Россию, играл за «Динамо», «Авангард», однако в большую часть сезона 1999/2000 и весь чемпионат 2002/03 провел в Хоккейной лиге Западного побережья в клубе «Анкрендж Эйсес». В 2003/04 в 39 играх за «Сибирь» сделал две результативные передачи.